# ブシャン包囲戦 (1712年)
ブシャン包囲戦（ブシャンほういせん、英語: Siege of Bouchain）はスペイン継承戦争中の1712年10月1日から10月19日にかけて行われた、クロード・ルイ・エクトル・ド・ヴィラール率いるフランス王国軍2万によるブシャンの包囲。
ヴィラールは同盟軍の伸び切った連絡線という弱点を利用して、1712年7月のドゥナの戦いでオランダとオーストリアの同盟軍を撃破、その後の3か月間でマルシエンヌ、ドゥーエー、ル・ケスノワを次々と落とした。フランス軍の指揮は高まり、ル・ケスノワが降伏する前の10月1日にブシャンの包囲を開始した（ル・ケスノワの包囲は10月4日に終結）。グローフェンシュタイン少将率いるブシャン駐留軍2千は18日間耐えたのち10月19日に降伏した。フランス軍の損害はわずか400人だった。ヴィラールの勝利により、1年前のブシャン包囲戦におけるマールバラ公爵の勝利は無に帰し、セバスティアン・ル・プレストル・ド・ヴォーバンが築いた北フランスの要塞がユトレヒト条約でフランス領に留まる結果となった。